# فرهنگ در عراق

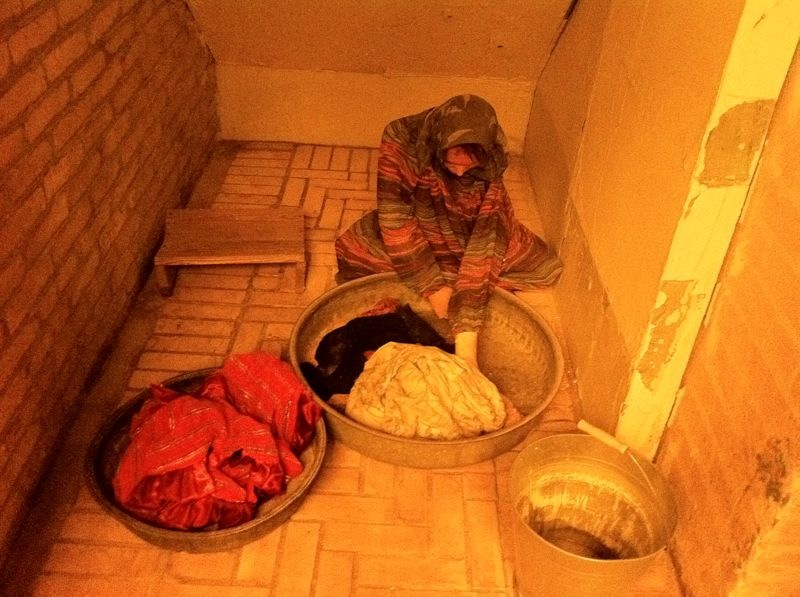
شستن لباس در عراق به روش سنتی

فرهنگ در عراق قدمتی چند هزار ساله و به اندازه عمر پیدایش نخستین تمدنها در میان رودان دارد. صور فرهنگی از قبیل نقاشی، مجسمه سازی، قالی بافی، شاعری و بالاخص معماری همواره نزد مردم این سرزمین از محبوبیت و مقبولیت بالایی برخوردار بوده است و بیشترین تعداد عالمان و هنرمندان جهان عرب را می‌توان متعلق به این منطقه دانست.
سومریان که اولین اقوام ساکن در این منطقه بودند را می‌توان بنیانگذاران فرهنگ عراق نامید. بعد از آن تا مدتها زبان و فرهنگ اقوام سامی که همسایه‌های غربی و جنوبی عراق را تشکیل می‌دادند، در عراق مورد استفاده قرار می‌گرفت. با گسترش قلمرو امپراطوری ایران، فرهنگ عراق تحت تاثیر فرهنگ ایران قرار گرفت. با پیدایش اسلام از شبه جزیره عربستان و گسترش آن به تمام خاورمیانه، عصری جدید در زندگی مردم این منطقه آغاز شد که برگرفته از علوم، مدنیت و هنر اسلامی بود. خلافت عباسیان نیز برهه‌ای تاریخی به شمار می‌رود که در شکل‌گیری و شکوفایی فرهنگی مردم این سرزمین نقش بسزایی داشته است. با قدرت گرفتن امپراطوری عثمانی دوره‌ای جدید در گسترش و پیشرفت فرهنگ و تمدن در این ناحیه رقم خورد. با پایان یافتن جنگ جهانی اول و سلطه امپراطوری بریتانیا بر این کشور، فرهنگ این کشور تا حدودی تحت تاثیر فرهنگ غرب قرار گرفت.